# 臺北市立景美國民中學
臺北市立景美國民中學（英語：Jingmei Junior High School）是一所位於台北市文山區的國民中學。鄰近捷運景美站、景美夜市和景興國中。文山社大校本部設於此。

## 地理位置
毗鄰捷運景美站與景美商圈，目前是文山區交通較方便、居人口中心學校。

## 學區特色
景美國中位於大文山區(含木柵、新店)進入市中心樞鈕，鄰近資源豐富的文教區與商業區。

## 事件
許水龍曾任景美國中教務主任及性平會委員，任期間於106年1月3日上午，意圖性騷擾該校約聘女教師，事後又要求事務組長作偽證，被要求移送公務員懲戒委員會審理，最後依《教師法》將許水龍停聘2年。

## 外部連結
- 臺北市立景美國中 （页面存档备份，存于）